# Parco naturale Papuk
Il parco naturale Papuk (in croato: park prirode Papuk) è una piccola oasi della Slavonia orientale.
Nel 2007 è diventata la prima area protetta a diventare geoparco, con la denominazione di Geoparco Papuk.
Al suo interno sorge un piccolo centro rurale omonimo.